# Dioctria puerilis
Dioctria puerilis är en tvåvingeart som beskrevs av Becker 1923. Dioctria puerilis ingår i släktet Dioctria och familjen rovflugor. Inga underarter finns listade i Catalogue of Life.